# Gratisgenerationen

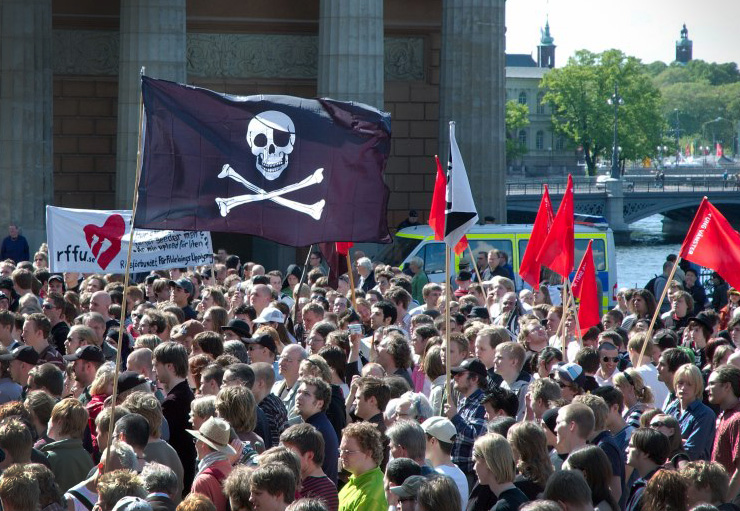
Demonstration i Stockholm, Sverige till stöd för fildelning i juni 2006.

Gratisgenerationen blev under 2000-talets första decennium en (pejorativ) benämning på den unga generation som ansågs kännetecknas av viljan att ha tillgång till främst medier och hemunderhållningsindustri som film och musik, utan att vilja betala. Detta hade blivit mer lättillgängligt i kölvattnet av den digitala nedladdningen, som kommit gång på allvar i slutet av 1990-talet. Samtidigt ledde den olagliga fildelningen och nedladdningen till stora ekonomiska förluster för medieföretagen. Även biografer rapporterades drabbas.
Under 2010-talet har frågan avtagit något i samband med att olika Internettjänster, som erbjuder tillgång till media och hemunderhållning gentemot månadsavgifter, blivit tillgängliga.